# Ellis Island

Ellis Island en Liberty State Park

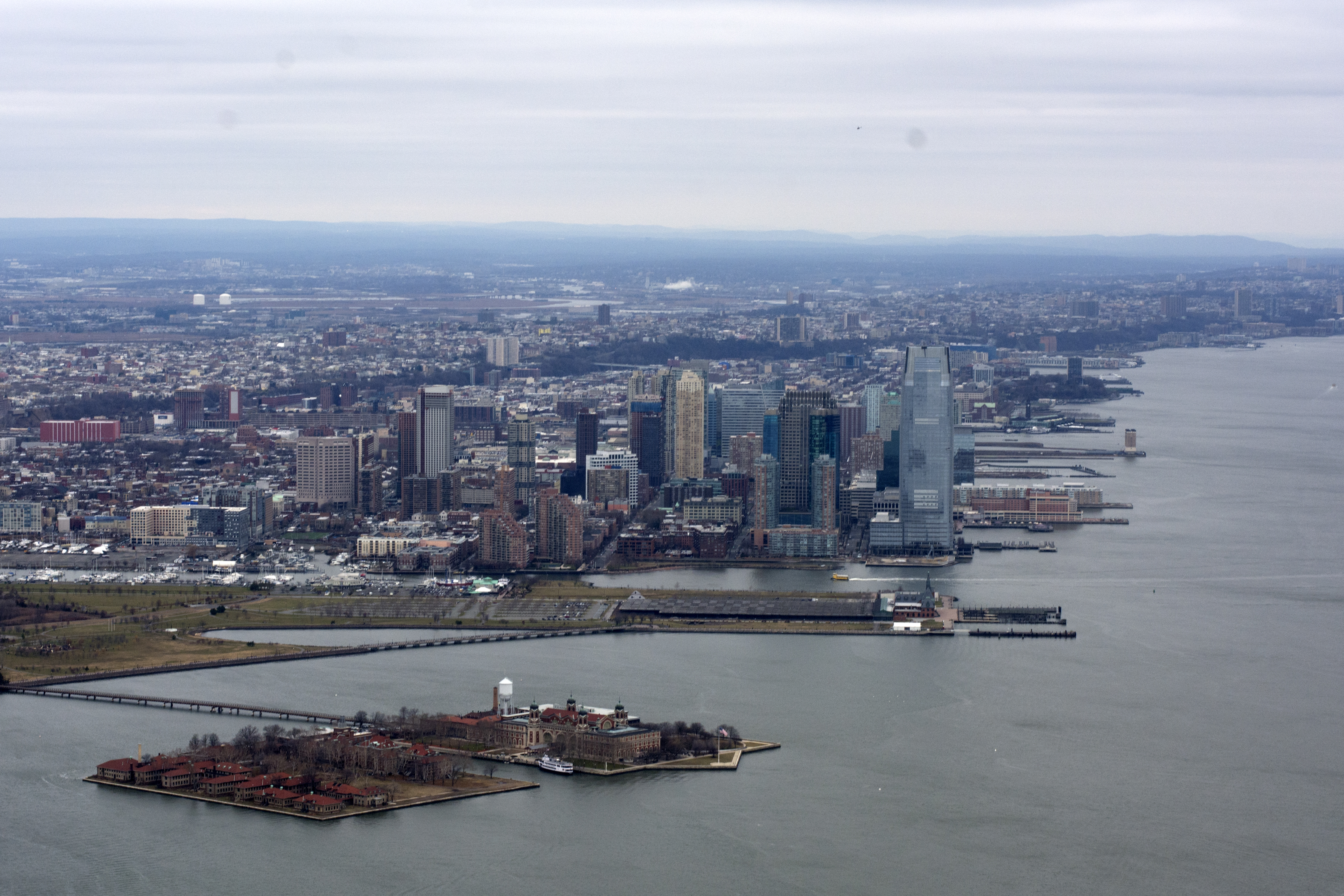
Ellis Island en Jersey City

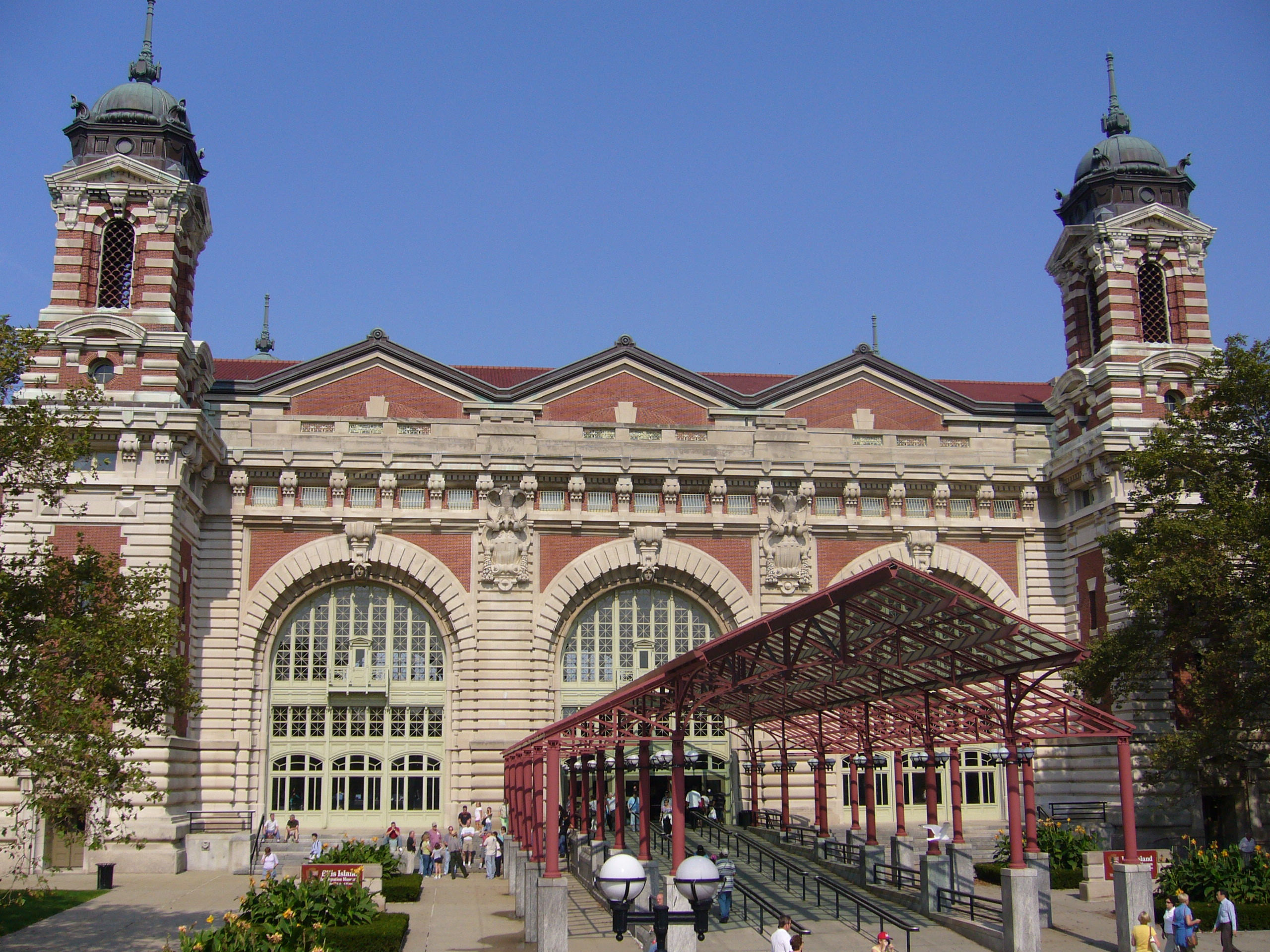
Ellis Island Immigration Museum.

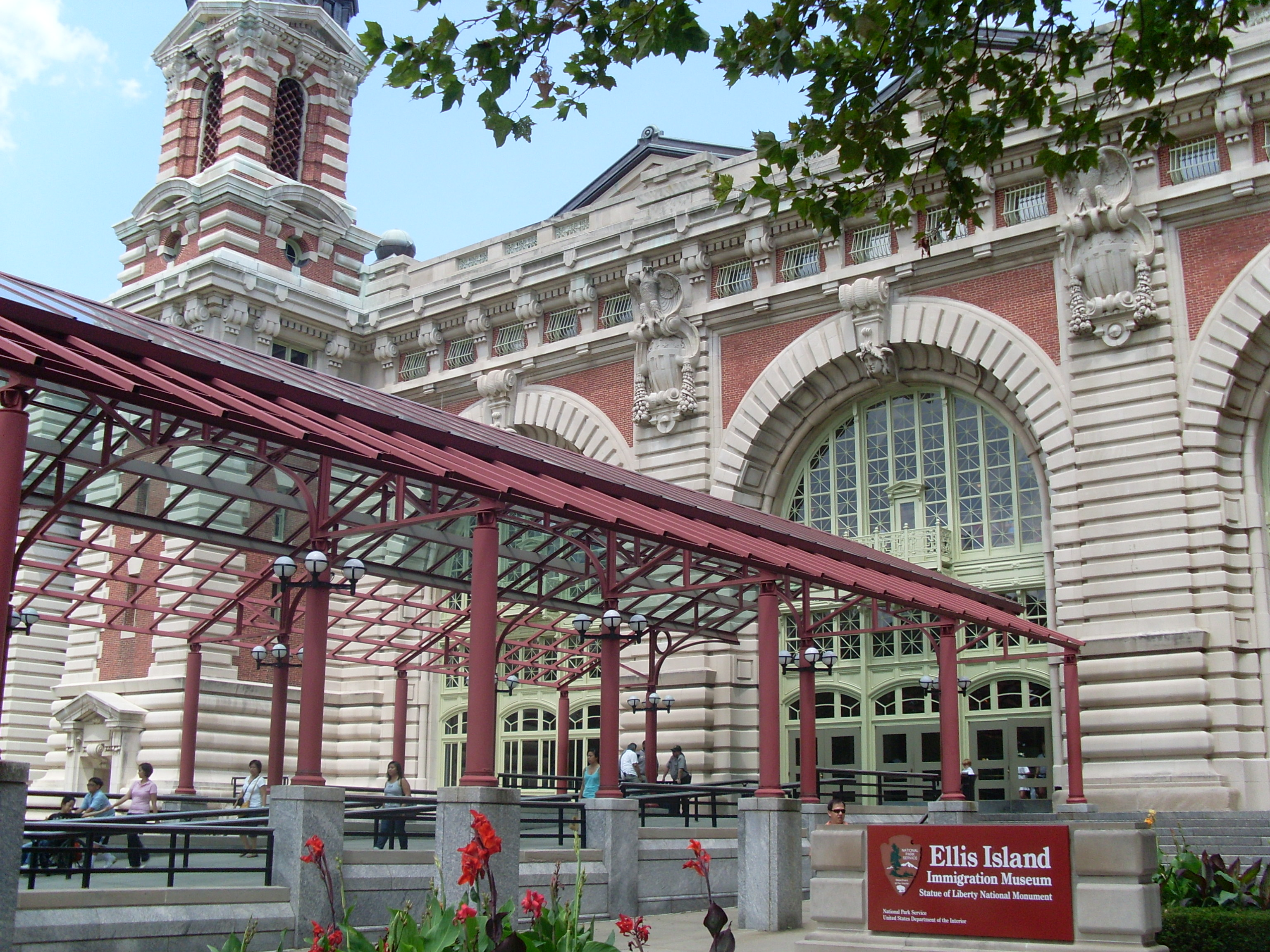
Ellis Island Immigration Museum.

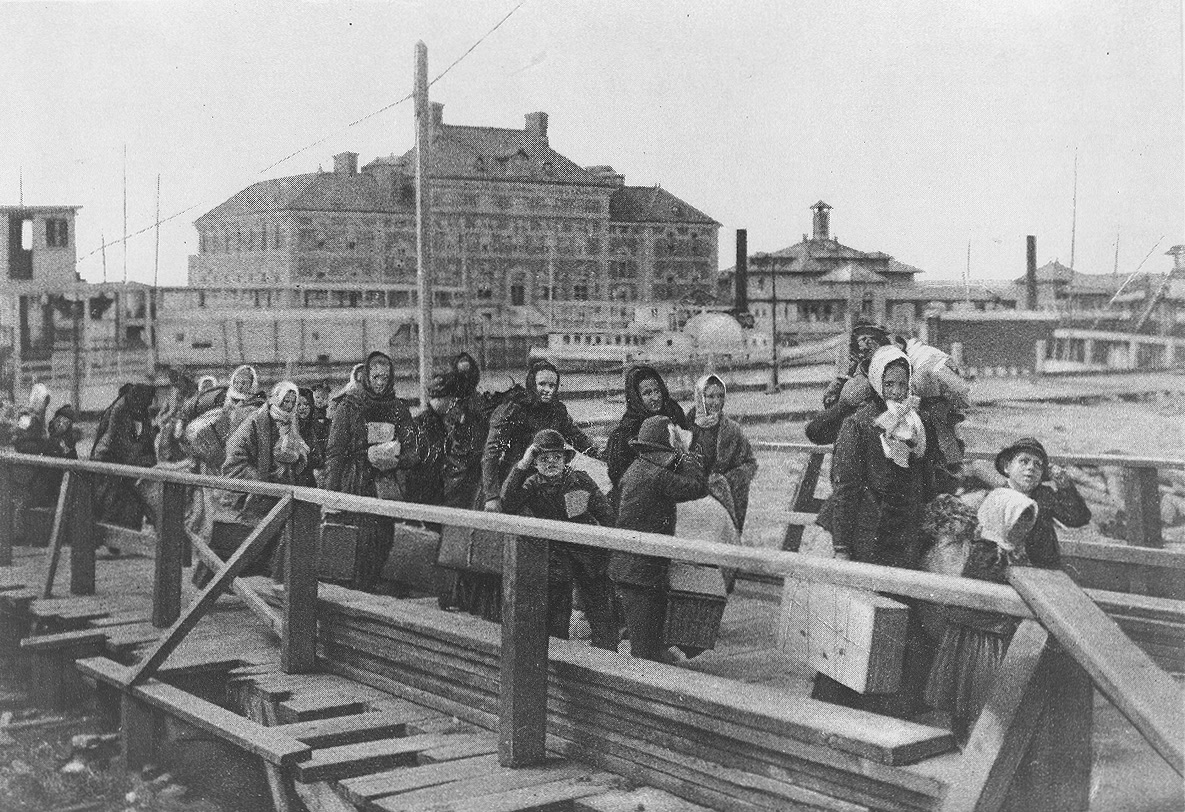
Immigranten arriveren te Ellis Island, foto uit 1902

Ellis Island is een eiland in de Haven van New York en New Jersey dat eind 19e en begin 20e eeuw dienstdeed als grenspost voor nieuw aankomende immigranten die zich in de Verenigde Staten wilden vestigen.

## Geschiedenis
Ellis Island is een eiland dat door landaanwinning is vergroot waardoor het als kunstmatig eiland kan worden gezien. Oorspronkelijk heette het eiland Oester Eiland, zo genoemd door de Nederlandse kolonisten. Toen de Britten in de zeventiende eeuw de kolonie van Nieuw-Nederland overnamen, herdoopten ze dit eiland voor de kust van de stad New York in Oyster Island. Rond 1770 werd het eigendom van Samuel Ellis, aan wie het zijn huidige naam dankt. Op het eiland werd later een fort gebouwd dat voor de verdediging van New York Harbor moest zorgen in onder andere de Oorlog van 1812.
Vóór 1892 vond de uitgevoerde immigrantencontrole plaats in Castle Clinton op Lower Manhattan. Tussen 1 januari 1892 en 29 november 1954 kwamen in totaal zo'n 12 miljoen immigranten door de poorten van het verwerkingscentrum op Ellis Island. Immigranten die per boot aankwamen in de haven van New York moesten onder andere een medische keuring ondergaan alvorens zij tot de Verenigde Staten werden toegelaten. Ongeveer 2% van de mensen die hier aankwamen werd de toegang geweigerd, vaak wegens ernstige, chronische ziekten, oogziekten (trachoom) met blindheid als gevolg, psychische ziekten of criminele achtergronden van de immigranten. Veel van de immigranten vestigden zich in New York of het aangrenzende New Jersey. Annie Moore, een vijftienjarig meisje uit Ierland, was de eerste die via Ellis Island werd toegelaten tot de Verenigde Staten.
Een brand in 1897, die overigens geen levens kostte, verwoestte veel gebouwen en grote delen van de immigration records van de eerste 5 jaar.
In 1965 werd Ellis Island een onderdeel van het Statue of Liberty National Monument en in 1976 werd het opengesteld voor het publiek. Het huidige Ellis Island National Monument wordt door zo'n 2 miljoen mensen per jaar bezocht via een boottocht in combinatie met Liberty Island.

## Media
| (video) | \| \| |
|         |       |